# نادر شاه
ظِلُّ الله مَلِكُ المُلُوۡكِ سُلۡطَانُ سَلَاطِيۡنِ العَالَمِ شَاهِنۡشَاه صَاحِبُ القِرَانِ نَادِر شَاه القِرِخۡلوِي الأَفۡشَارِي (بالفارسية: ظِل‌الله شَاهِ شَاهَان سُلطَان بر سَلَاطِین جَهَان
شَاهنشَاه صَاحِب‌قِرَان نَادِرشَاه قِرِخلو افشَار) (28 مُحرَّم 1100هـ - 11 جُمادى الآخرة 1160هـ المُوافق فيه 6 آب (أغسطس) 1698م - 19 حزيران (يونيو) 1747م) معروف أيضًا بِـ«نادر قلي بك» أو «تهماسب قلي خان»، والشهير اختصارًا بِـ«نادر شاه» شاه إيراني حكم من 1736 إلى 1747، ومؤسس الأسرة الأفشارية التي حكمت إيران. كان أول أمره من قطاع الطرق ثم جمع رجاله ورأى من مصلحته العمل كقائد عسكري لطهماسب الثاني آخر الشاهات الصفويين، ويصفه بعض المؤرخين بأنه كان نابوليون بلاد الفرس أو الإسكندر الثاني. كان له الفضل في حركة المقاومة العسكرية لتحرير إيران من الاحتلال الأفغاني الذي قامت به قبيلة الگلزاي الأفغانية (ذات الأصول الپشتونية) منطلقاً من مدينة «مشهد».
وبعد نجاحه انتهى به الأمر إلى أن نصب نفسه شاهاً (1736-1747) وأخذ اسم نادر شاه.
ينحدر نادر شاه من قبيلة أفشار التُركمانية التي هاجرت من تركستان الى شمال إيران بسبب الغزو المغولي، قبيلة إفشار أمدت الدولة الصفوية بالقوة العسكرية منذ عهد إسماعيل الصفوي.
يعد نادر شاه واحداً من أكبر الغزاة الفاتحين في تاريخ إيران الحديث حيث قام عام 1737 م بالاستيلاء على أفغانستان وبعض الأجزاء من وسط آسيا - خانات خيوة - ثم قاد حملة (1738-1739) إلى الهند، تمكن فيها من الاستيلاء على دلهي في 21 مارس 1738، حيث نهب دلهي واستولى على مجوهرات عرش الطاووس.
انتصر في معارك ضد الأفغان، العثمانيين، الروس والمغول. وتمثل خطى الفاتحين المغول من وسط آسيا جنگيز خان وتيمور، فحاول أن يقلد إنجازاتهم العسكرية وخصوصاً فظاعتهم في فترة حكمه اللاحقة. جعلت منه انتصاراته - لفترة وجيزة- أقوى حاكم في الشرق الأوسط، إلا أن إمبراطوريته ما لبثت أن تفككت بسرعة بعد اغتياله في 1747. كان نادر شاه آخر غزاة آسيا العظام. ويعد أنبغ قائد عسكري في تاريخ إيران ويـُنسب إليه فضل قوة وأهمية إيران بين العثمانيين والمغول.

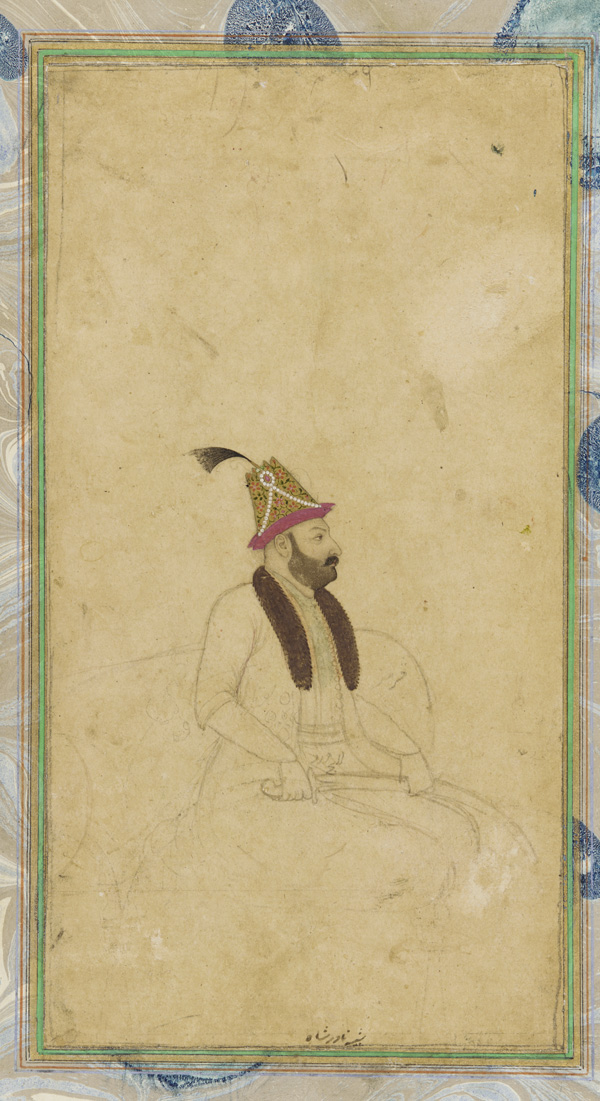
رسم لنادر شاه من مجموعة معهد سميثسونيان

## مطلع حياته
في 1706-8 ثار أفغانيو قندهار بقيادة مير (أمير) فايز وطردوا الفرس. وغزا ابنه مير محمود فارس، وخلع الحاكم الصفوي حسيناً، ونصب نفسه شاهاً. وقد دعم الدين سلاحه، لأن الأفغانيين كانوا يتبعون المذهب السني، ويكفرون الفرس المتشيعين. وقتل محمود في سورة غضب ثلاثة آلاف من حرس حسين وثلاثمائة من أشراف الفرس، ونحو مائتي طفل اشتبه في أنهم استنكروا قتل آبائهم. وبعد راحة طويلة قتل محمود في يوم واحد (7 فبراير 1725) جميع الأحياء من أفراد الأسرة المالكة خلاً حسيناً واثنين من أبنائه الصغار. ثم التاث عقل محمود، فقتله وهو لا يزال في السابعة والعشرين ابن عمه أشرف (22 أبريل 1725) الذي نادى بنفسه شاهاً. وهكذا بدأ سفك الدماء الذي هد كيان فارس في ذلك القرن.[بحاجة لمصدر]
واستنجد طهماسب بن حسين بروسيا وتركيا، فاستجابت بالاتفاق على اقتسام فارس فيما بينهما (1725). ودخل جيش تركي فارس واستولى على همدان وقزوين والمراغة، ولكن هزمه أشرف قرب كرمانشاه. وكان الجنود الأتراك يفتقرون إلى الحماسة، فقد تساءلوا أي سبب يدعوهم لمقاتلة الأفغانيين، وهم أخوة لهم سنيون على شاكلتهم، ليردوا الصفويين الشيعيين إلى الحكم. وتصالح الأتراك مع أشرف ولكنهم احتفظوا بالأقاليم التي فتحوها (1727).
وبدا أن أشرف قد غدا الآن في أمان، ولكن ما مضى عليه عام حتى تحدى سلطانه المغصوب الدخيل ظهور رجل فارسي مغمور انقض على العدو في بضع سنين، فحقق انتصارات من أروع وأفظع ما سجله تاريخ الحروب قاطبة. وقد ولد هذا المقاتل واسمه نادر قيلي (أي عبد الله) في خيمة بشمال شرقي إيران (1686) وكان يعين أباه على رعي ما يملكان من قطعان الغنم والماعز، ولم يتح له من التعليم غير ما لقنته الحياة الشاقة المحفوفة بالمخاطر. فلما بلغ الثامنة عشرة وخلف أباه كبيراً لأسرته اختطفه هو وأمه المغيرون الأزبك وحملوهما إلى خيوة حيث باعوهما عبيداً. وماتت الأم في ذل الأسر، ولكن نادراً هرب وأصبح زعيماً لعصابة لصوص، واستولى على كالات ونيشابور ومشهد، وأعلن ولاءه وولاء هذه المدن للشاه طهماسب، وتعهد بطرد الأفغانيين من فارس ورد عرش فارس إلى طهماسب. وقد أنجز هذا كله في حملات متلاحقة (1729-30) ورد طهماسب إلى عرشه، فعين نادراً سلطاناً على خراسان وسيستان وكرمان ومازندران.

## علاقته مع العثمانيين

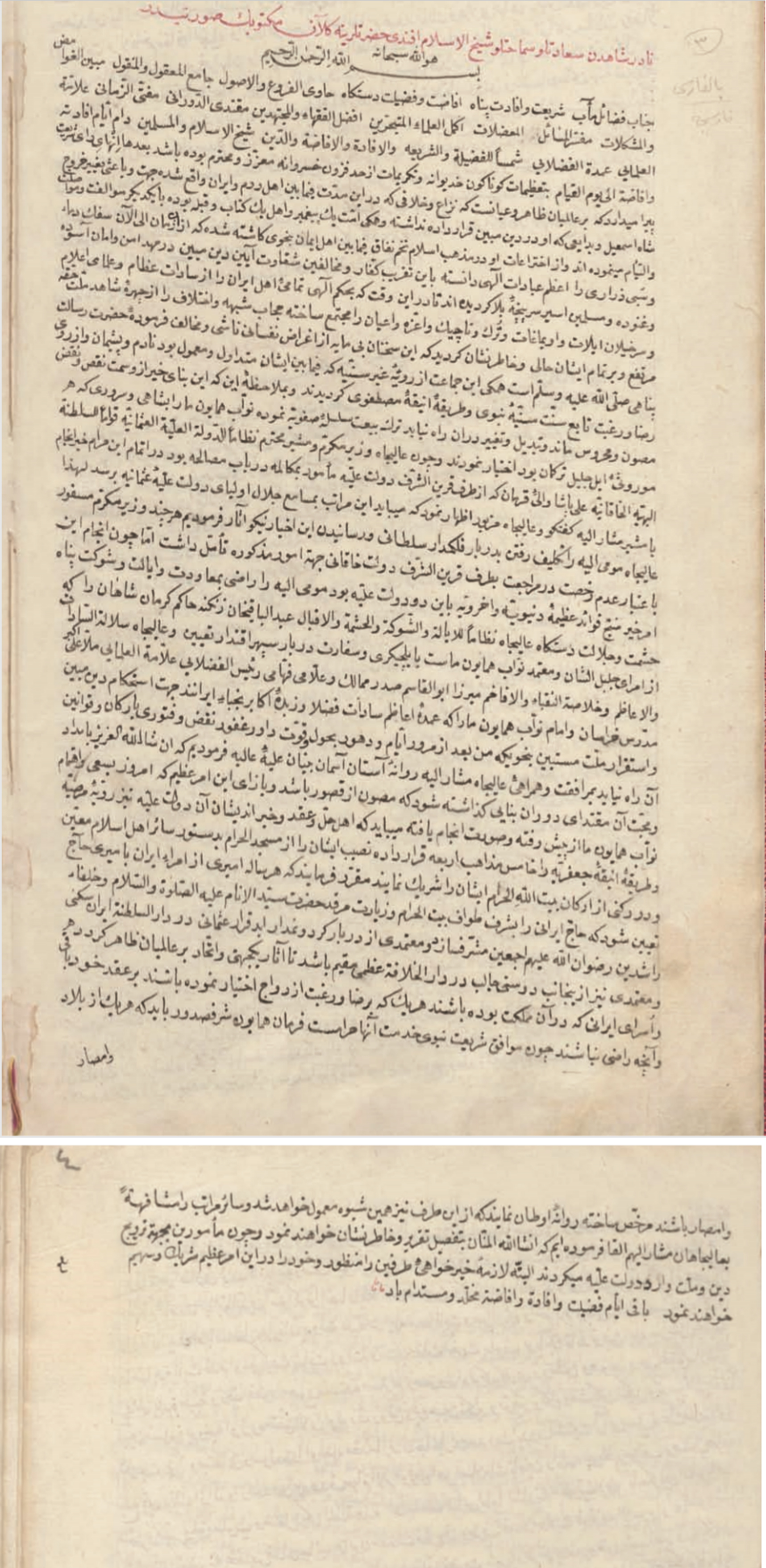
نادر شاه أفشار، في رسالته إلى الدولة العثمانية، وصف الأمة الإيرانية بأنها تركية وطاجيكية، وكتب أن شاه إيران موروث من قبائل التركمان (أتراك الأوغوز).

وما لبث القائد المظفر أن شرع في استرداد الأقاليم التي استولت عليها تركيا. فاستطاع بهزيمة الترك هزيمة فاصلة في همدان (1731) أن يخضع العراق وآذربيجان لحكم الفرس. ثم نمى إليه نبأ تمرد في خراسان، فرفع الحصار عن أروان وزحف ألفاً وأربعمائة ميل عبر العراق وإيران ليحاصر هراة، وهو زحف يتضاءل بالقياس إليه الزاحف الشهير الذي عبر فيه فردريك الأكبر ألمانيا مراراً في حرب السنين السبع. ونزل طهماسب بشخصه أثناء ذلك إلى ساحة القتال ضد الترك فخسر كل ما كسبه نادر، ونزل عن جورجيا وأرمينيا لتركيا نظير تعهد الترك بمساعدته ضد روسيا (1732). فأسرع نادر قافلاً من الشرق وأنهى المعاهدة، وخلع طهماسب وسجنه، وأجلس على العرش غلاماً لطهماسب لم يجاوز عمره ستة أشهر باسم الشاه عباس الثالث، ونادى بنفسه وصياً على الصبي، وأرسل إلى تركيا إعلاناً بالحرب.
ثم زحف على الترك بجيش عدته ثمانون ألف مقاتل جندهم بالإقناع أو بالإرهاب.[بحاجة لمصدر] وعلى مقربة من سامراء التقى بجيش عرمرم من الترك يقودهم طوبال عثمان باشا من محفته لبتر ساقيه. وأطلقت النار مرتين على جوادي نادر أسفله، وفر حامل علمه ظناً منه أنه قتل، وانقلبت عليه فرقة عربية كان يعتمد على معونتها، وهكذا كانت هزيمة الفرس هزيمة نكراء ماحقة في معركة سامراء في يوليو 1733. ولكنه لملم فلول جيشه في همدان، وجند آلافاً جدداً، وسلّحهم وأطعمهم، ثم كر على الترك وبطش بهم في ليلان في مذبحة رهيبة لقي فيها توبال عثمان حتفه. ثم اندلعت ثورة أخرى في جنوب غربي فارس، فشق نادر طريقه من الغرب إلى الشرق، وهزم الزعيم المتمرد فانتحر. وفي عودته عبر فارس والعراق، التقى بثمانين ألف تركي في بغاوند (1735)، وهزمهم هزيمة نكراء أكرهت تركيا على إبرام صلح نزلت بمقتضاه لفارس عن تفليس وجوندة وأروان.

## علاقته بروسيا
لم ينس نادر أن بطرس الأكبر هاجم فارس في 1722-23، واستولى على أقاليم جيلان وأستراباد ومازندران على بحر قزوين، وعلى مدينتي دربند وباكو. وكانت روسيا قد ردت الأقاليم الثلاثة لفارس (1732) لانشغالها في جهات أخرى. فهدد نادر الآن (1735) بالتحالف مع تركيا ضد روسيا إن لم تنسحب من دربند وباكو. وعليه سلمت إليه المدينتان، ودخل نادر أصفهان دخول الفاتح الظافر الذي أعاد بناء قوة فارس. فلما مات الصبي عباس الثالث (1736) مختتماً بموت ملك الصفويين، جمع نادر بين الواقع والمظهر، وارتقى العرش باسم نادر شاه.
وكان يؤمن بأن الخلافات الدينية بين تركيا وفارس تعمل على نشوب الحروب المتكررة، لذلك أعلن أن فارس ستتخلى منذ الآن عن بدعة التشيع وترتضي السنية مذهباً لها. فلما أدان زعيم الشيعة هذه الخطوة شنقه نادر بكل هدوء مستطاع.[بحاجة لمصدر] ثم صادر أوقاف قزوين الدينية ليفي بنفقات جيشه لأن فارس على حد قوله مدينة لجيشها أكثر مما هي مدينة لدينها. ثم إذ شعر بالحنين إلى الحرب، فأشرك معه في الملك ابنه رضا قلي.
وكان قدره المقدور أنه لو سرح جيشه فربما يعيث فساداً في الأرض ويشق عليه عصا الطاعة، ولو أبقى عليه جيشاً عاملاً فلزام عليه أن يكسوه ويطعمه، وكانت النتيجة التي خلص إليها أن الحرب أرخص له من السلم إذ استطاع خوضها على ساحة غريبة. فمن ترى يكون هدفه الآن؟ وتذكر غارات الأزبك على شمال شرقي فارس، وكيف باعوه عبداً، وكيف ماتت أمه في رقها. وإذن ففي 1740 قاد جيشه زاحفاً على أزبكستان، ولم يكن لأمير بخاري لا القوة ولا الميل للوقوف في وجه نادر، ومن ثم فقد أذعن، وأدى تعويضاً ضخماً، ووافق أن يكون نهر سيحون كما كان في القدم الحد بين أزبكستان وفارس. وكان أخاه خيوه قد أعدم مبعوث نادر، فقتل نادر هذا الخان، وأطلق سراح آلاف من العبيد الفرس والروس (1740).[بحاجة لمصدر]
كان نادر بكل شخصيته مقاتلاً استغرقت الحرب عقله كله، فلم يعد فيه ذرة من الرغببة في الحكم والإدارة. وبات السلام عنده عبئاً ثقيلاً لا يطيقه. وجعلته الغنائم والأسلاب إنساناً جشعاً بخيلاً بدلاً من أن يكون جواداً كريماً. فحين ملأت خزائنه كنوز الهند أعلن تأجيل دفع الضرائب في فارس ثلاث سنين، ثم عدل عن رأيه وأمر بجمع الأموال كما كانت تجمع من قبل، وأفقر جباته فارس كما لو كانت بلداً مغلوباً. ثم خامرته الظنون بأن ابنه يتآمر على خلعه، فأمر بأن تفقأ عيناه. وقال له ابنه رضا قلي «إنك تفقأ عيني بل عيني فارس»(24). وبدأ الفرس يمقتون منقذهم كما تعلم الروس من قبلهم أن يمقتوا بطرس الأكبر. وأثار الزعماء الدينيون عليه بغض أمة طعنت في إيمانها الديني. فحاول أن يخمد التمرد المتعاظم بإعدام المتمردين بالجملة، حتى لقد بنى أهراماً من جماجم ضحاياه. وفي 20 يونيو 1747 اقتحم خيمته أربعة رجال من حرسه وهجموا عليه، فقتل اثنين منهم، ولكن الآخرين صرعاه. وتنفست فارس كلها الصعداء.[بحاجة لمصدر]
وهوت من بعد البلاد إلى درك من الفوضى أسوأ مما تردت فيه أيام سيطرة الأفغانيين. فطالب نفر من خانات الأقاليم بالعرش، وتلا ذلك مباراة في التقتيل والاغتيال. وقنع أحمد خان بتأسيس مملكة أفغانستان الحديثة. أما شاه رخ-الرجل الوسيم اللطيف الرحيم-فقد سملت عيناه بعد اعتلائه العرش بقليل، فتقهقر ليحكم خراسان حتى 1796. وخرج كريم خان منتصراً من الصراع، وأسس الأسرة الزندية (1750) التي احتفظت بسلطانها حتى 1794. واختار كريم شيراز عاصمة لملكه، وزينها بالمباني الجميلة، وساد جنوبي فارس تسعة وعشرين عاماً من نظام وسلام لا بأس بهما. فلما مات جعل التطاحن على السلطة يتخذ من جديد صورة الحرب الأهلية، وعادت الفوضى تضرب أطنابها من جديد.[بحاجة لمصدر]

## الانتصار على الأفغان
قاد جيشاً من 100.000 مقاتل ليفتح به أفغانستان والهند. وضرب الحصار عاما كاملاً حول قندهار. فلما استسلمت له (1738) كان كريماً رحيماً مع المدافعين عنها، حتى أن جيشاً من الأفغانيين انضوى تحت لوائه وظل وفياً له إلى يوم مماته. ثم زحف على كابول مفتاح ممر خيبر، وهناك أعانته الغنائم التي ظفر بها على رفع الروح المعنوية في جيشه. وكان محمد شاه، إمبراطور الهند المغولي، يأبى أن يصدق إمكان غزو الفرس للهند، وكان أحد ولاته قد قتل مبعوث نادر إليه، فعبر نادر جبال الهملايا، واستولى على بشاور، وعبر السند، وزحف على دلهي حتى لم يعد بينه وبينها سوى ستين ميلاً قبل أن يهب جيش محمد لمقاومته والتقى الجيشان الهائلان على بطاح كرنال (1739)، واعتمد الهنود على فيلتهم، أما الفرس فقد هاجموا هذه الحيوانات الصبورة بكرات النار، فانقلبت الفيلة هاربة وأشاعت الفوضى في جيش الهنود، وقتل منهم عشرة آلاف، وأسر عدد زاد على القتلى، ويروي نادر أن محمد شاه جاءه يلتمس الرأفة «أمام حضرتنا السماوية». وفرض عليه القائد المنتصر تسليم دلهي وكل ثروتها القابلة للنقل تقريباً، والتي تقدر بـ 87.500.000 جنيه، بما فيها عرش الطاووس الأشهر، الذي كان قد صنع (1628-35) لشاه جيهان في أوج سطوة المغول. وقتل بعض جنود نادر في شغب أحدثه الأهالي، فانتقم بالسماح بجيشه بذبح 100.000 من الوطنيين في سبع ساعات. واعتذر عن هذه الفعلة بتزويج ابنه نصر الله من ابنة محمد. ثم زحف قافلاً إلى فارس لا يعوقه عائق بعد أن أثبت أنه أعظم الفاتحين قاطبة منذ تيمورلنك.[بحاجة لمصدر]

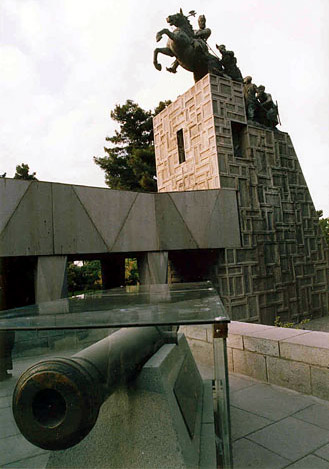
مقبرة نادر شاه, مزار سياحي في مشهد

## علاقته بالإنجليز
كانت علاقته مرتبطة بشركة الهند الشرقية البريطانية التي حاولت تجديد الامتيازات التي كانت تحصل عليها لتصدير الحرير والمنتجات الفارسية إلى أوروبا. بيد أن علاقة نادر شاه بالشركة لم تكن على ما يرام بسبب الإتهامات التي وجهتها الحكومة الفارسية إلى الشركة البريطانية بوقوفها إلى جانب الدولة العثمانية خلال الغزو الفارسي للبصرة عام 1733. لكن لم تلبث علاقات نادر شاه بالشركة أن تحسنت بعد ذلك، نتيجة لحاجة نادر شاه إلى الخبرة البريطانية في بناء السفن. وقد منح نادر شاه الشركة امتيازاً خاصاً خفضت بموجبه الرسوم الجمركية التي تدفعها الشركة للسلطات الفارسية حتى ألف تومان. غير أن العلاقة لم تستمر بسبب اغتيال نادر شاه في السادس عشر من يونيو عام 1747.

## نادر يصبح شاه إيران
اقترح نادر على أقرب مقربين له، بعد رحلة صيد كبيرة في سهول موغان (المنقسمة حاليًا بين أذربيجان وإيران)، أن يتم إعلانه ملكًا جديدًا (الشاه) بدلاً من عباس الثالث الشاب. تضم المجموعة الصغيرة من المقربين أصدقاء نادر، طهماسب خان جلاير وحسن علي بك بستامي. بعد اقتراح نادر، لم "تعترض" المجموعة، والتزم حسن علي الصمت. عندما سأله نادر عن سبب التزامه الصمت، أجاب حسن علي أن أفضل ما يمكن أن يفعله نادر هو جمع جميع رجال الدولة القياديين، من أجل الحصول على موافقتهم في "وثيقة موافقة موقعة ومختومة". ] وافق نادر على الاقتراح، وكُتّاب المستشارية، بمن فيهم مؤرخ البلاط ميرزا مهدي خان أسترابادي، تلقوا تعليمات بإرسال أوامر إلى الجيش ورجال الدين ونبل الأمة لاستدعاء السهول. وقد صدرت استدعاءات الحضور في نوفمبر 1735، وبدأوا في الوصول في يناير 1736. [49] في نفس شهر يناير 1736، عقد نادر qoroltai (اجتماع كبير في تقليد جنكيز خان وتيمور) في سهول موغان. تم اختيار سهل موغان على وجه التحديد لحجمه و "وفرة العلف". وافق الجميع على اقتراح أن يصبح نادر الملك الجديد، وكثير منهم - إن لم يكن معظمهم - متحمسون، والبقية يخشون غضب نادر إذا أظهروا دعمهم للصفويين المخلوعين. توج نادر شاه إيران في 8 مارس 1736، وهو التاريخ الذي اختاره المنجمون على أنه مفضل بشكل خاص، [ في حضور "تجمع كبير بشكل استثنائي" مؤلف من العسكريين والدينيين والنبلاء للأمة، بالإضافة إلى السفير العثماني علي باشا.
أبرم صفقة مع الأعيان ورجال الدين بأنه لن يتولى منصب الشاه إلا إذا وعدوا بالامتناع عن شتم عمر وعثمان، وطاعة نادر.الذي كان يعيد تنظيم بلاد فارس بشكل فعال و متسامح اكثر من الأسرة الصفوية مع الإسلام السني.

## بعد الهند

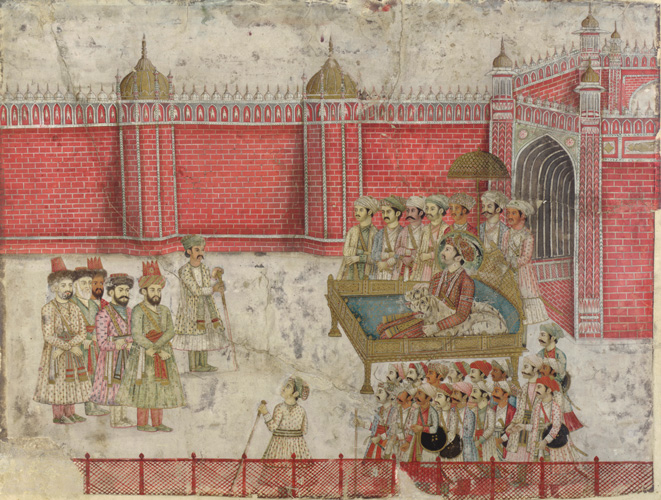
قوات أفشاريد تتفاوض مع المغول

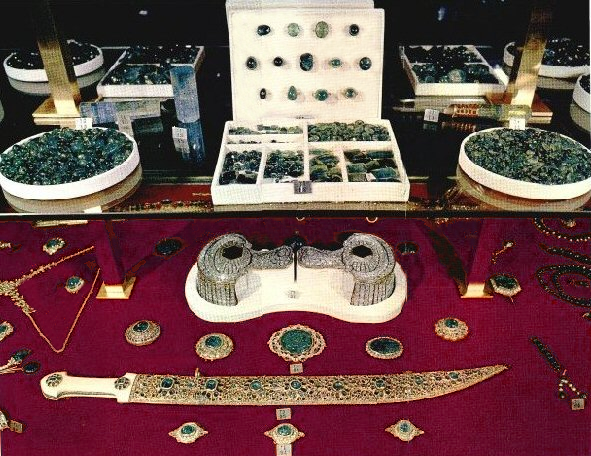
خنجر نادر شاه وجزء صغير من مجوهراته. الآن هي جزء من مجوهرات التاج الإيراني.

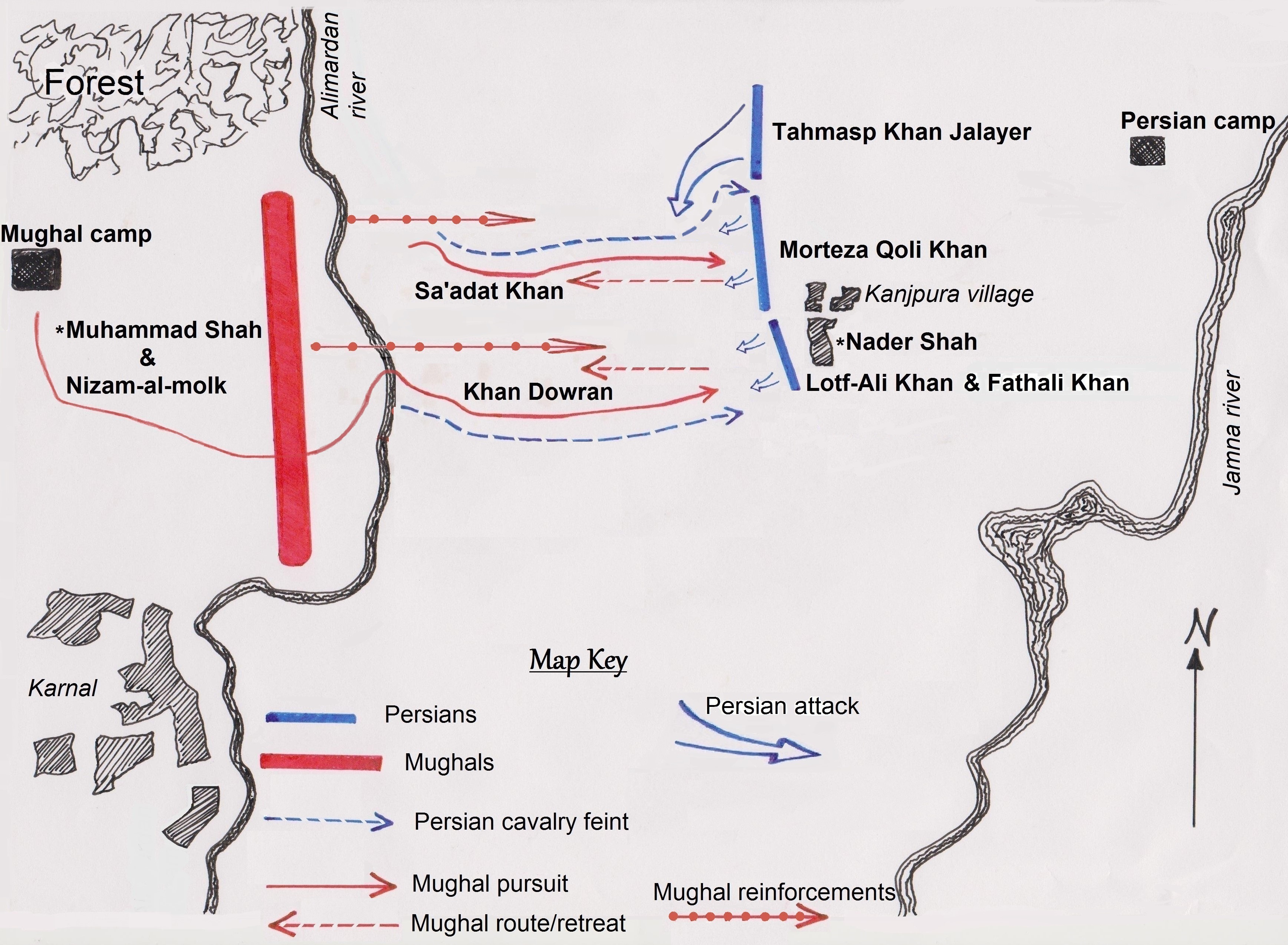
في معركة كارنال، سحق نادر جيشًا مغوليًا هائلاً أكبر بست مرات من جيشه

حروبه عام 1738، غزا نادر شاه قندهار، آخر بؤرة استيطانية لسلالة هوتاكي. تحولت أفكاره الآن إلى إمبراطورية المغول في الهند.
كانت هذه الدولة الإسلامية القوية في الشرق تتفكك حيث أصبح النبلاء عصيانًا بشكل متزايد وكان المعارضون المحليون مثل السيخ والماراثا الهندوس من إمبراطورية المراثا يتوسعون على أراضيها.
كان حاكمها محمد شاه عاجزًا عن عكس مسار هذا التفكك. طلب نادر تسليم المتمردين الأفغان،
لكن الإمبراطور المغولي رفض. فاستخدم نادر ذريعة أعدائه الأفغان الذين لجأوا إلى الهند لعبور الحدود وغزو إمبراطورية الشرق الأقصى الضعيفة عسكريا لكن الثرية للغاية، وفي حملة رائعة ضد حاكم بيشاور أخذ وحدة صغيرة من قواته في مسيرة شاقة عبر ممرات جبلية غير سالكة تقريبًا وأخذت قوات العدو المتمركزة عند مدخل ممر خيبر على حين غرة، وضربتها تمامًا على الرغم من تفوقها عددًا اثنين إلى واحد. أدى ذلك إلى الاستيلاء على غزنة وكابول وبيشاور والسند ولاهور. أثناء انتقاله إلى الأراضي المغولية، رافقه بإخلاص رعايته الجورجية والملك المستقبلي لشرق جورجيا الذي قاد وحدة جورجية كقائد عسكري كجزء من قوة نادر. بعد الهزيمة السابقة لقوات المغول، تقدم بعد ذلك إلى عمق الهند، وعبر نهر السند قبل نهاية العام. تسببت أخبار نجاحات الجيش الإيراني السريعة والحاسمة ضد الولايات الشمالية التابعة لإمبراطورية موغال في الكثير من الذعر في دلهي، مما دفع الحاكم المغولي، محمد شاه، إلى حشد جيش قوامه حوالي 300 ألف رجل والتقدم في مسيرة لمواجهة نادر شاه.
على الرغم من تفوقه في العدد ستة إلى واحد، إلا أن نادر شاه سحق جيش المغول في أقل من ثلاث ساعات في معركة كارنال الضخمة في 13 فبراير 1739. بعد هذا النصر المذهل، أسر نادر محمد شاه ودخل دلهي. عندما حاول بقايا الجيش المغولي الثأر لهزيمتهم من نادر شاه، قامت مجموعة صغيرة من القوات بتدبير محاولة اغتيال نادر جرح على اثرها و قتل مساعده الشخصي، بعدها انتشرت شائعة اغتيال نادر قام بعض الهنود بمهاجمة وقتل القوات الإيرانية. بحلول منتصف النهار قتل حوالي 900 جندي إيراني. [61] نادر كان غاضبًا، رد بأمر جنوده بقمع حركة الثورة المغولية في المدينة. خلال يوم واحد (22 مارس) قُتل ما يقرب من 5000 جندي هندي على يد القوات الإيرانية، مما أجبر محمد شاه على استجداء نادر لاطلاق سراحه
رداً على ذلك، وافق نادر شاه على الانسحاب، لكن محمد شاه دفع ثمن تسليم مفاتيح خزنته الملكية، وخسر حتى عرش الطاووس الأسطوري للإمبراطور الإيراني بعد ذلك، تشير التقديرات إلى أن نادر أخذ معه كنوزًا تصل قيمتها إلى سبعمائة مليون روبية. من بين مجموعة من المجوهرات الرائعة الأخرى، نهب نادر أيضًا ألماس كوه إي نور (الذي يعني "جبل النور" باللغة الفارسية) وداريا يي نور (بمعنى "بحر النور"). غادرت القوات الإيرانية دلهي في بداية مايو 1739، ولكن قبل مغادرتها، تنازل لمحمد شاه عن جميع الأراضي الواقعة شرق نهر السند التي اجتاحها. تم تحميل الغنائم التي جمعوها على 700 فيل و 4000 جمل و 12000 حصان. عند عودة نادر إلى إيران، سقط السيخ على جيش نادر واستولوا على كمية كبيرة من الغنائم وحرروا العبيد في الأسر.لا يزال النهب الذي تم الاستيلاء عليه من الهند كبيرًا لدرجة أن نادر أوقف الضرائب في إيران لمدة ثلاث سنوات بعد عودته. يعتقد العديد من المؤرخين أن نادر هاجم الإمبراطورية المغولية ليمنح بلاده، ربما، مساحة للتنفس بعد الاضطرابات السابقة. أدت حملته الناجحة وتجديد الأموال إلى مواصلة حروبه ضد عدو إيران اللدود وجارتها، الإمبراطورية العثمانية، بالإضافة إلى الحملات في شمال القوقاز. كما قام نادر بتأمين إحدى بنات الإمبراطور المغولي، جهان أفرو، كعروس لابنه الأصغر.

### هجماته ضد العراق

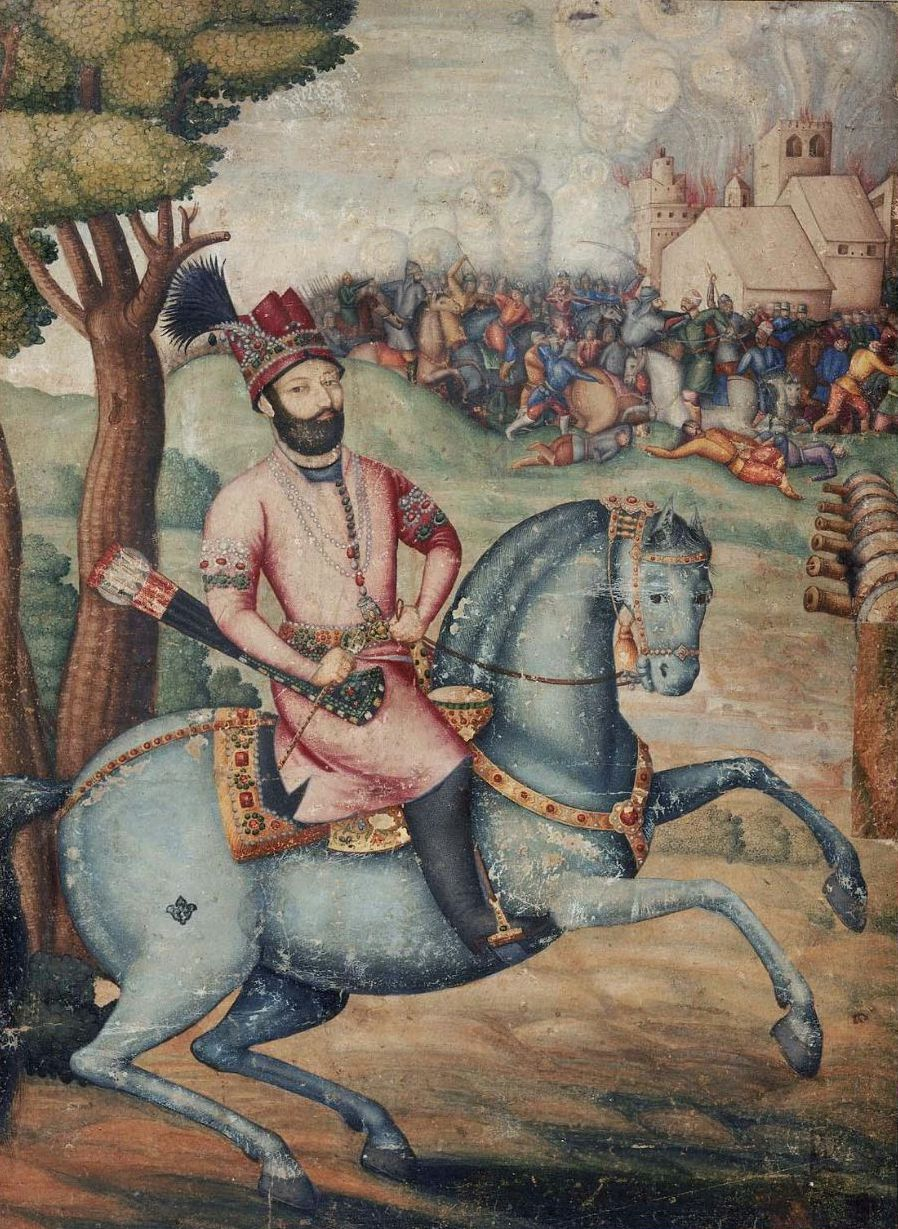
نادر شاه خلال حصاره للموصل

كانت الحملة الهندية ذروة مسيرة نادر. بعد ذلك أصبح مستبدًا بشكل متزايد حيث تدهورت صحته بشكل ملحوظ. ترك نادر نجله رضا قولي ميرزا لحكم إيران في غيابه. كان رضا قد تصرف باستبداد وقسوة إلى حد ما لكنه حافظ على السلام في إيران. بعد أن سمع شائعات عن وفاة والده، قام بالتحضيرات لتولي التاج. وشمل ذلك مقتل الشاه السابق طهماسب وعائلته، بمن فيهم عباس الثالث البالغ من العمر تسع سنوات. عند سماع النبأ انتحرت زوجة رضا، شقيقة طهماسب. لم يكن نادر معجبًا بغرور ابنه ووبخه، لكنه اصطحبه في رحلته الاستكشافية لغزو أراضي ما وراء النهر. في عام 1740، غزا خانية خوارزم. بعد أن أجبر الإيرانيون خانات بخارى الأوزبكية على الخضوع، أراد نادر أن يتزوج رضا من الابنة الكبرى للخان لأنها كانت من نسل بطله جنكيز خان، لكن رضا رفض رفضًا قاطعًا وتزوج نادر من الفتاة بنفسه.

### علاقته معاليعاربة
نشأت خلافات بين القبائل العمانية بين هناوية وغافرية حنيها قام سيف بن سلطان اليعربي بطلب العون من حاكم فارس نادر شاه وجد نادر شاه في تلك الاستغاثة فرصة لتحقيق حلم فارسي قديم بالسيطرة على مسقط فجهز حملة بحرية مؤلفة من أربع سفن كبيرة وسفينتين متوسطتين وعدد من المراكب الصغيرة أبحرت من بوشهر في مارس 1737 وهي تحمل خمسة آلاف راجل وألفاً وخمسمائة فارس بقيادة لطيف خان. وقد حطت الحملة رحالها في جلفار
حيث انضم إليها هناك سيف الثاني ومناصروه زحف الجميع نحو البريمي ثم عبري، لكن لم تستطع الحملة تجاوز ذلك الموضع إلى الداخل لشدة المقاومة وفتك الأوبئة وانشغال نادر شاه عن نجدتها بحربه مع قندهار. لكن تعزيزات بقيادة تقي خان نقلتها سفن هولندية انضمت إلى تلك القوات في فبراير 1738 مما مكنها من استئناف زحفها. قاوم سيف الثاني اليعربي الفرس بعد أن أستدعاهم لدعمه ضد التمرد، إلا أن نادر شاه عاد فأرسل حملة أخرى عام 1154 هـ، استطاعت أن تدخل المدن العمانية كلها عدا صحار.

### احتلاله للبحرين
شن عمليات عسكرية عدة ضد البحرين، لينتهي باحتلالها.

## وفاته وذكراه
حاول داخلياً أن يتبنى مذهباً للدولة يوفق بين الشيعة والسنّة. قُتل سنة 1747 على يد أحد قواده.
لم يتمكن خلفاؤه من الحفاظ على مملكته وانحصر ملك حفيده -الأعمى- شاه رخ (1748-1796) في خراسان حتى سنة 1796 حين قضى الزندیة (وهم من اللور أو الكرد) على المملكة نهائياً وأسس بعدهم القاجار أسرة حاكمة جديدة هي سلالة أبناء آغا محمد خان قاجار التي حكمت إيران حتى عام 1924.
اختتمت فارس آخر مراحلها الفنية العظمى بسقوط الدولة الصفوية على يد الأفغانيين، فلم تجملها بعد ذلك غير بعض الآثار الفنية الصغيرة. وقد وصف اللورد كرزن مدرسة الشاه حسين (1714) بأصفهان-وكانت كلية لتدريب الدارسين والمحامين-بأنها «من أفخم الأطلال في فارس»(25). وتعجب السير پرسي سايكس من «قرميدها البديع... ورسومها المخرقة الجميلة»(26). وكان صناع القرميد لا يزالون أمهر صناعه في العالم بأسره، بيد أن افتقار الطبقات العليا نتيجة للحروب الطويلة قضى على سوق المهارة والتفوق وأكره الخزافين على الهبوط بفنهم إلى مستوى الصناعة. وصنعت أغلفة الكتب الفاخرة من الورق المعجن المصقول. وأنتج النساجون أقمشة مقصبة ومطرزة غاية في الرهافة. وظلت السجاجيد الفارسية تنسج للمحظوظين من شعوب كثيرة رغم أنها شهدت آخر أمجادها في عهد الشاه عباس الأول. وفي يوشاجان، وهراة، وكرمان، وشيراز على الأخص، كان النساجون ينتجون سجاجيد «لا يقلل من روعتها في عين الناظر إلا مقارنتها بأسلافها الكلاسيكية»(27).
أما الشعر الفارسي فقد حطم الفتح الأفغاني قلبه، وتركه أخرس أو كالأخرس طوال حقبة العبودية التالية لهذا الفتح. وحوالي 1750 صنف لطف على بك أدار-قاموساً بسير الشعراء الفرس، اختتم بستين من معاصريه. ومع هذه الوفرة الظاهرة فإنه آسف على ما رآه مجاعة في الكتاب المجيدين في عصره، وعزا ذلك إلى الفوضى والفقر السائدين، «واللذين استشريا بحيث لم يعد لإنسان رغبة في قراءة الشعر فضلاً عن قرضه»(28). ونسوق هنا تجربة نموذجية للشيخ علي خازن، الذي نظم أربعة دواوين من الشعر، ولكنه أمسك في حصار الأفغانيين لأصفهان، ومات كل أهل بيته في الحصار، وظل هو على قيد الحياة، ثم أفاق من محنته، وهرب من أنقاض المدينة التي كانت رائعة الجمال يوماً ما، وأنفق الأعوام الثلاثة والثلاثين الباقية من أجله في الهند. وقد خلد في «مذكراته» (1742) ذكرى مائة شاعر فارسي في جيله، وأعظمهم في رأيه سيد أحمد هاتف الأصفهاني.

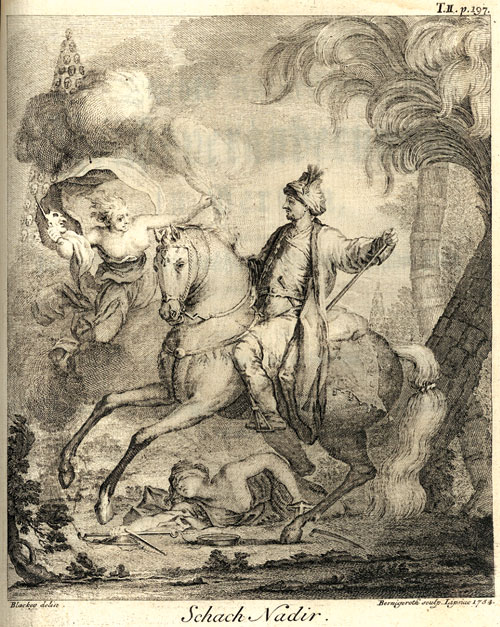
منظر غربي لنادر في سنواته الأخيرة من كتاب لجوناس هانواي (1753). تظهر الخلفية برج الجماجم

## معرض صور

علم نادر شاه

## مناصب
| سبقه عباس الثالث | نادر شاه 1736–1747 | تبعه عادل شاه |

## قراءات اضافية
- Lawrence Lockhart "Nadir Shah" (London, 1938)
- Cambridge History of Iran, vol 7
- Michael Axworthy, "Sword of Persia: Nader Shah, from Tribal Warrior to Conquering Tyrant" Hardcover 348 pages (26 July 2006) Publisher: I.B. Tauris Language: English ISBN 1-85043-706-8
- Ernest Tucker, "Nadir Shah's Quest for Legitimacy in Post-Safavid Iran" Hardcover 150 pages (4 October 2006) Publisher: University Press of Florida Language: English ISBN 0-8130-2964-3

## وصلات خارجية
- نادر شاه على موقع الموسوعة البريطانية (الإنجليزية)
- Nader Shah's portrait
- History of Iran: Afsharid Dynasty (Nader Shah)
- Biography of Nader Shah Afshar "The Persian Napoleon
- Nader Shah Mausoleum and Museum
- Nader Shah